# 君台観左右帳記
『君台観左右帳記』（くんだいかんそうちょうき）は、室町時代、足利義政東山御殿内の装飾に関して、能阿弥や相阿弥が記録したものの伝書。唐絵鑑定、茶陶を中心とした美術工芸史、茶華香道の基礎史料。内容は3部構成。第1部は六朝から元迄の中国画人の品評（上、中、下）と簡解、第2部は書院飾、第3部は「茶湯棚飾」、「抹茶壺図形」、「土物類」、「彫物」の図解。

## 概要
150を超える写本や刊本があるが原本はなく、能阿弥本と相阿弥本の2系統に分かれる。また、第1部のみを独立させたものや、関連した『君臺觀印譜』、座敷飾なども発刊され、室町期からの唐様文化の規範となった美術書の一つ。

### 諸本
- 能阿弥本
  - 『群書類従』所収本。文明8年（1476年）3月11日、大内左京大夫(大内政弘)宛に能阿弥が奥書し、百花庵宗固（萩原宗固）が筆写した本を、大久保酉山の蔵本と校合し、1898年に塙保己一が編集したもの（『近代デジタルライブラリー』所収）[書影 1]
  - 『群書類聚』新校版(『近代デジタルライブラリー』所収)[書影 2]。画品は次の通り。上50人、中38人、下68人、計156人(内1人重複)

- 相阿弥本
  - 東北大学本　永正8年（1511年）、10月16日真相(相阿弥)の奥書と花押を模写した永禄期（1558年-1569年）の伝書で、諸本中最も信頼されている[脚注 1]。画品は次の通り。上49人、中41人、下87人、計177人
  - 博物館本　永正8年（1511年）、10月16日真相(相阿弥)の奥書と花押を模写した写本(松翁居士写)を明治17年（1884年）に刊行した博物館蔵版がある[書影 3]。画品は次の通り。上44人、中41人、下87人、計172人

- 中国絵画鑑定本　第1部の部分や、他の画譜に収録された本、印譜を追加した本。
  - 『君臺觀』(君臺觀印譜)　正保4年（1647年）の吉田傳右衛門開版(『百度文庫』所収)[書影 4]や、承応元年（1652年）の吉野屋権兵衛版(寛文7年（1667年）狩野安信朱筆書入れ『図絵宝鑑』巻5として所収)[書誌 1]等がある。これらの印譜は偽物が多いとされる[脚注 2]。安信は『君臺觀』[書誌 1]では、例えば呉道子の印譜には「閻立徳カワカレ　釈迦ニ見ル」など、「上繪」50名中79印、「中繪」36名中38印、「下繪」66名中67印を「～ニ有リ」と記している。

## 上品画人
上品に格付けされた画人の作品（伝承作品含む）の多くが国宝、重要文化財の指定、重要美術品の認定を受けている。以下、その画人を記す。
- 呉道子(呉道玄)
  - 伝呉道子筆《釈迦三尊像》重要文化財, 東福寺蔵[脚注 3]
  - 呉道子様式《八十七神仙卷》徐悲鴻記念館蔵, 画像と解説:維基百科[全文 1][出典無効]

- 王摩詰
  - 池大雅筆《倣王摩詰漁楽図》重要文化財, 京都国立博物館蔵, 画像と解説：京都国立博物館[全文 2]

- 徽宗皇帝
  - 徽宗筆《桃鳩図》国宝, 個人蔵, 画像：維基百科[全文 3][出典無効]、大観元年（1107年）の刊記あり国指定文化財等データベース。
  - 伝徽宗筆《梅雀図》(唐絵手鑑「筆耕園」内)重要文化財, 東京国立博物館蔵, 画像と解説：文化遺産データベース)[全文 4]

- 李龍眠(李公麟)
  - 李公麟筆《臨韋偃牧放圖》北京故宮博物院, 画像と解説：維基百科[全文 5][出典無効]
  - 李公麟作と伝承されていた同郷舒城の別人 = 李氏作《紙本墨画瀟湘臥遊図巻》国宝, 東京国立博物館蔵(画像と解説：e国宝)[全文 6]

- 郭凞(郭煕)
  - 郭煕筆《早春図》(国立故宮博物院蔵, 画像と解説：維基百科[全文 7][出典無効]

- 趙昌
  - 趙昌筆《林檎花図》国宝, 畠山記念館蔵, 画像：畠山記念館[全文 8]

- 易元吉
  - 伝易元吉筆《宋人枇杷猿戲圖軸》(国立故宮博物院蔵, 画像と解説：文化資産局[全文 9]

- 趙大年
  - 伝趙大年筆《山水図》重要文化財, 大和文華館蔵, 画像：文化遺産オンライン[全文 10]

- 陳所翁(陳容)
  - 伝陳容筆《五龍図巻》重要文化財, 東京国立博物館蔵, 画像と解説：e国宝[全文 11]

- 僧牧渓(牧谿)
  - 伝牧谿筆《煙寺晩鐘図》国宝, 畠山記念館蔵, 画像と解説：畠山記念館[全文 12]
  - 牧谿(僧法常)筆《漁村夕照図》国宝, 根津美術館蔵, 画像と解説：文化遺産データベース[全文 13]
  - 伝牧谿(僧法常)筆《柳燕図》重要文化財, 徳川美術館蔵, 画像と解説：文化遺産データベース[全文 14]
  - 伝牧谿(僧法常)筆《虎図》（竜虎図のうち）重要文化財, 徳川美術館蔵, 画像と解説：文化遺産データベース[全文 15]
  - 伝牧谿(僧法常)筆《竹雀図》重要文化財, 根津美術館蔵, 画像と解説：文化遺産データベース[全文 16]

- 玉澗
  - 若芬玉澗筆《遠浦帰帆図》重要文化財, 徳川美術館蔵, 画像と解説：文化遺産データベース[全文 17]

- 李唐
  - 伝李唐筆《牛図》(唐絵手鑑「筆耕園」のうち)重要文化財, 東京国立博物館蔵, 画像と解説：文化遺産データベース[全文 18]

- 李迪
  - 李迪筆《紅白芙蓉図》国宝, 東京国立博物館蔵, 画像と解説：文化遺産データベース[全文 19]

- 李安忠
  - 伝李安忠筆《鶉図》国宝, 根津美術館蔵, 画像と解説：文化遺産データベース[全文 20]

- 蘇漢臣
  - 伝蘇漢臣筆《侲童傀儡図》(唐絵手鑑「筆耕園」のうち) 重要文化財, 東京国立博物館蔵, 画像と解説：e国宝[全文 21]

- 閻次平
  - 伝閻次平筆《秋野牧牛図》国宝, 泉屋博古館蔵, 画像と解説：泉屋博古館[全文 22]

- 馬遠筆《寒江独釣図》重要文化財, 東京国立博物館蔵, 画像と解説：e國寶[全文 23]

- 梁楷
  - 梁楷筆《絹本墨画淡彩出山釈迦図／絹本墨画淡彩雪景山水図／絹本墨画淡彩雪景山水図》(3幅)》国宝、東京国立博物館蔵, 画像と解説：e國寶[全文 24]

- 夏珪
  - 伝夏珪筆《風雨山水図》重要文化財, 根津美術館蔵, 画像と解説：文化遺産データベース[全文 25]

- 毛益
  - 伝毛益筆《鶏図》(唐絵手鑑「筆耕園」のうち)重要文化財, 東京国立博物館蔵, 画像と解説：e国宝[全文 26]

- 馬麟 (画家)馬麟
  - 馬麟筆《夕陽山水図》重要文化財, 根津美術館蔵, 画像：文化遺産オンライン[全文 27]

- 舜舉(銭選)
  - 銭選筆《宮女図》(伝桓野王図)国宝, 個人蔵, 画像と解説:ウィキペディア[全文 28][出典無効])

- 顔輝
  - 伝顔輝筆《寒山拾得図》重要文化財, 東京国立博物館蔵, 画像と解説：e国宝[全文 29]

- 孫君澤
  - 孫君澤筆《雪景山水図》重要美術品,東京国立博物館蔵, 画像と解説：文化遺産データベース[全文 30]

- 僧無準(無準師範)
  - 無準師範自賛《無準師範像》国宝, 東福寺蔵[書誌 2]

- 西金居士（金大受と金處士の落款の誤読）
  - 金大受筆《絹本著色十六羅漢図》重要文化財, 東京国立博物館蔵, 画像と解説：e国宝[全文 31]

- 胡直夫
  - 胡直夫筆《布袋図》重要文化財, 徳川美術館蔵, 画像と解説:文化遺産データベース[全文 32]

- 卒翁(直翁の誤読か)
  - 直翁筆《六祖挟担図》国宝, 五島美術館蔵, 画像：[全文 33]

## 全文
1. ↑  zh:八十七神仙卷
2. ↑  池大雅. “倣王摩詰漁楽図”.   京都国立博物館. 2014年10月28日閲覧。
3. ↑  桃鳩図
4. ↑  “梅雀図”.   国立文化財機構. 2014年10月28日閲覧。
5. ↑  臨韋偃牧放圖
6. ↑  李. “瀟湘臥遊図巻”.   国立文化財機構. 2014年10月28日閲覧。舒城李生作のト書あり
7. ↑  早春図
8. ↑  趙昌 (1197年). “林檎花図”.   畠山記念館. 2014年10月28日閲覧。
9. ↑  易元吉. “宋人枇杷猿戲圖軸”.  文化部文化資産局. 2014年10月28日閲覧。
10. ↑  “山水図”.   文化庁. 2014年10月28日閲覧。
11. ↑  陳容. “五龍図巻”.   国立文化財機構. 2014年10月28日閲覧。
12. ↑  “煙寺晩鐘図”.   畠山記念館 (1197年). 2014年10月28日閲覧。
13. ↑  牧谿. “漁村夕照図”.   文化庁. 2014年10月28日閲覧。
14. ↑  牧谿. “柳燕図”.   文化庁. 2014年10月28日閲覧。
15. ↑  牧谿. “虎図”.   文化庁. 2014年10月28日閲覧。
16. ↑  牧谿. “竹雀図”.   文化庁. 2014年10月28日閲覧。
17. ↑  玉澗. “遠浦帰帆図”.   文化庁. 2014年10月28日閲覧。
18. ↑  “牛図”.   国立文化財機構. 2014年10月28日閲覧。
19. ↑  李迪 (1197年). “紅白芙蓉図”.   国立文化財機構. 2014年10月28日閲覧。
20. ↑  李安忠. “鶉図”.   国立文化財機構. 2014年10月28日閲覧。
21. ↑  “侲童傀儡図”.   国立文化財機構. 2014年10月28日閲覧。
22. ↑  “秋夜牧牛図”.   泉屋博古館. 2014年7月1日時点のオリジナルよりアーカイブ。2014年10月28日閲覧。
23. ↑  馬遠. “寒江独釣図”.   東京国立博物館. 2014年10月28日閲覧。
24. ↑  梁楷. “絹本墨画淡彩出山釈迦図／絹本墨画淡彩雪景山水図／絹本墨画淡彩雪景山水図”.   東京国立博物館. 2014年10月28日閲覧。
25. ↑  夏珪. “風雨山水図”.   文化庁. 2014年10月28日閲覧。
26. ↑  “鶏図”.   国立文化財機構. 2014年10月28日閲覧。
27. ↑  馬麟. “夕陽山水図”.   文化庁. 2014年10月28日閲覧。
28. ↑  宮女図ト書:「銭選之印」の印あり
29. ↑  “寒山拾得図”.   東京国立博物館. 2014年10月28日閲覧。
30. ↑  孫君澤. “雪景山水図”.   文化庁. 2014年10月28日閲覧。
31. ↑  金大受. “十六羅漢図”.   東京国立博物館. 2014年10月28日閲覧。に「大宋明州車橋西金大受筆」トアリ
32. ↑  胡直夫. “布袋図”.   徳川美術館. 2014年10月28日閲覧。
33. ↑  “六祖挟担図”.   五島美術館. 2014年10月28日閲覧。

### 書影
1. ↑  能阿弥(撰述) (1898年).  塙保己一(編)、萩原宗固(筆写): “君臺觀左右帳記(群書類聚. 第三百六十一)”.   経済雑誌社. 2014年10月28日閲覧。コマ330-344.
2. ↑  能阿弥(撰述) (1929年).  屋代弘賢所、塙保己一(集)、上田萬年(他監修): “君臺觀左右帳記(群書類聚：新校.巻第三百六十一)”.   内外書籍. p. 767. 2014年10月28日閲覧。コマ426-432.
3. ↑  相阿弥(撰述) (1511年). “君臺觀左右帳記”.   有隣堂. 2014年10月28日閲覧。
4. ↑  “君台観印谱”.  百度 (1647年). 2014年10月28日閲覧。

### 書誌
1. 1 2  夏文彦 (1667). 君臺觀. 吉野屋権兵衛安信書入本の書写
2. ↑  “無準師範像”.   東福寺. 2014年10月28日閲覧。